# Den gule Djævel
 Ikke at forveksle med De gule djævle.
Den gule Djævel er en dansk stum dramafilm fra 1910 produceret af Nordisk Films Kompagni og instrueret af Viggo Larsen.
Filmen havde dansk biografpremiere den 14. januar 1910 i Biograf-Theatret. Filmen blev i engelsktalende lande distribueret som Tsing the yellow devil og i tysktalende lande som Der gelbe Teufel. 

## Handling
Denne artikel mangler et handlingsreferat. Hjælp os med at skrive det.

## Medvirkende
- Gudrun Kjerulf som sangerinden Daisy
- Viggo Larsen
- Franz Skondrup
- Axel Boesen
- Edmund Østerbye